# Mao Yuanyi
Mao Yuanyi (茅元儀, Máo Yuányí), né en 1594 et mort en 1640?, est un officier de troupes militaires durant la dynastie Ming. Il est connu pour avoir rédigé un traité militaire, le Wubei Zhi, publié vers 1621.